# Dušan Vemić
Dušan Vemić (en alphabet cyrillique serbe : Душан Вемић ; en alphabet latin serbe : Dušan Vemić), né le 17 juin 1976 à Zadar (Yougoslavie, actuelle Croatie), est un joueur de tennis serbe, professionnel de 1995 à 2011.
Il habite actuellement à Belgrade[Quand ?]. Il est droitier. Il se qualifie pour la première fois pour le tableau final du simple messieurs d'un tournoi du Grand Chelem à Roland-Garros en 2007, à presque 31 ans.

## Palmarès

### Finales en double messieurs
| No | Date       | Nom et lieu du tournoi          | Catégorie   | Dotation  | Surface      | Vainqueurs                 | Partenaire     | Score           |          |
| -- | ---------- | ------------------------------- | ----------- | --------- | ------------ | -------------------------- | -------------- | --------------- | -------- |
| 1  | 26-07-1999 | Generali Open Kitzbühel         | Series Gold | 500 000 $ | Terre (ext.) | Chris Haggard Peter Nyborg | Alex Calatrava | 6-3, 64-7, 7-64 |          |
| 2  | 04-08-2008 | Countrywide Classic Los Angeles | Int' Series | 450 000 $ | Dur (ext.)   | Rohan Bopanna Eric Butorac | Travis Parrott | 7-65, 7-65      | Parcours |

## Résultats en Grand Chelem

### En simple
| Année | Open d'Australie | Open d'Australie | Roland-Garros | Roland-Garros    | Wimbledon | Wimbledon | US Open | US Open |
| 2007  | -                | -                | 1er tour      | Janko Tipsarević | -         | -         | -       | -       |

### En double
| Année | Open d'Australie        | Open d'Australie             | Roland-Garros               | Roland-Garros          | Wimbledon              | Wimbledon                    | US Open                 | US Open                       |
| ----- | ----------------------- | ---------------------------- | --------------------------- | ---------------------- | ---------------------- | ---------------------------- | ----------------------- | ----------------------------- |
| 2000  | 2e tour Brandon Coupe   | Wayne Ferreira I. Kafelnikov | 1er tour E. Benfele Álvarez | Petr Pála Pavel Vízner | 1er tour A. Kitinov    | Michaël Llodra Diego Nargiso | -                       | -                             |
| 2001  | -                       | -                            | -                           | -                      | -                      | -                            | -                       | -                             |
| 2002  | -                       | -                            | -                           | -                      | -                      | -                            | 1er tour Andrew Florent | Peter Luczak David Macpherson |
| 2003  | -                       | -                            | -                           | -                      | -                      | -                            | -                       | -                             |
| 2004  | -                       | -                            | -                           | -                      | -                      | -                            | -                       | -                             |
| 2005  | -                       | -                            | -                           | -                      | -                      | -                            | -                       | -                             |
| 2006  | -                       | -                            | -                           | -                      | 3e tour Irakli Labadze | Paul Hanley Kevin Ullyett    | -                       | -                             |
| 2007  | -                       | -                            | -                           | -                      | -                      | -                            | -                       | -                             |
| 2008  | -                       | -                            | 1/2 finale                  | 1/2 finale             | 1er tour               | 1er tour                     | 1/4 de finale           | 1/4 de finale                 |
| 2009  | 1er tour                | 1er tour                     | 2e tour                     | 2e tour                | 1er tour               | 1er tour                     | 2e tour                 | 2e tour                       |
| 2010  | 1/2 finale Ivo Karlović | Daniel Nestor Nenad Zimonjić | 2e tour                     | 2e tour                | 1er tour               | 1er tour                     | 1er tour Leoš Friedl    | B. Becker Leonardo Mayer      |
| 2011  | 1er tour Ivo Karlović   | Mahesh Bhupathi Leander Paes | -                           | -                      | -                      | -                            | -                       | -                             |

### En double mixte
| Année | Open d'Australie | Open d'Australie | Roland-Garros | Roland-Garros | Wimbledon                   | Wimbledon                      | US Open                   | US Open                   |
| ----- | ---------------- | ---------------- | ------------- | ------------- | --------------------------- | ------------------------------ | ------------------------- | ------------------------- |
| 2008  |                  |                  |               |               | 2e tour (1/16) F. Pennetta  | Ai Sugiyama Kevin Ullyett      | 1/4 de finale F. Pennetta | Jill Craybas Eric Butorac |
| 2009  |                  |                  |               |               | 1er tour (1/32) F. Pennetta | Sarah Borwell Colin Fleming    | 2e tour (1/8) F. Pennetta | Cara Black Leander Paes   |
| 2010  |                  |                  |               |               | 1er tour (1/32) F. Pennetta | Vladimíra Uhlířová Martin Damm |                           |                           |